# アッティラ・ザ・フン
アッティラ・ザ・フン（Attila the Hun、本名レイモンド・ケベドRaymond Quevedo、1892年3月24日 - 1962年2月22日）は、トリニダード・トバゴ生まれのカリプソニアン。1911年から歌いはじめる。カリプソを世界に知らしめたパイオニアの一人。芸名はフン族の王、アッティラの英語名（Attila the Hun）と同じ。
1934年に、ロアリング・ライオン(Roaring Lion)らとともにアメリカ合衆国へ出向き、カリプソを当地にもたらす。
また、1946年にポートオブスペインの市議会に選出され、後に副市長も務めた。1950年には、トリニダード立法評議会に選出された。